# Sierakowska Huta
Sierakowska Huta (dodatkowa nazwa w j. kaszub. Serakòwskô Hëta) – wieś kaszubska w Polsce na Pojezierzu Kaszubskim położona w województwie pomorskim, w powiecie kartuskim, w gminie Sierakowice. Wieś jest siedzibą sołectwa Sierakowska Huta. W pobliżu Sierakowskiej Huty swoje źródła ma Słupia.
W latach 1975–1998 miejscowość administracyjnie należała do województwa gdańskiego.

## Integralne części wsi
| SIMC    | Nazwa   | Rodzaj                      |
| ------- | ------- | --------------------------- |
| 0171345 | Janowo  | część wsi (od 2023 r. wieś) |
| 0171351 | Jelonko | część wsi (od 2023 r. wieś) |
| 0171368 | Patoki  | część wsi (od 2023 r. wieś) |
| 0171374 | Welk    | część wsi (od 2023 r. wieś) |

## Z kart historii
Od końca I wojny światowej wieś ponownie znajdowała się w granicach Polski (powiat kartuski). Do 1918 roku obowiązującą nazwą niemieckiej administracji dla Sierakowskiej Huty była Sierakowitzerhütte. Podczas okupacji niemieckiej w 1942 r. nazwa Sierakowitzerhütte została przez nazistowskich propagandystów niemieckich (w ramach szerokiej akcji odkaszubiania i odpolszczania nazw niemieckiego lebensraumu) zweryfikowana jako zbyt kaszubska i przemianowana na nowo wymyśloną i bardziej niemiecką – Sierkenhöhe.